# Thomas Boni Yayi
Pour les articles homonymes, voir Boni.
Thomas Boni Yayi, né le 1er juillet 1952 à Tchaourou (Bénin), est un homme politique béninois, président de la République du 6 avril 2006 au 6 avril 2016. Il est pasteur chrétien évangélique pentecôtiste depuis 2012.

## Biographie
Thomas Boni Yayi est né le 1er juillet 1952 dans une famille musulmane à Tchaourou, dans le nord du pays, mais se convertit ensuite à l'évangélisme. Il appartient à trois ethnies du Bénin : Nagot (de la famille des Yorubas) par son père, Peul et Bariba du côté de sa mère.
Il a étudié en sciences économiques à l'université d'Abomey-Calavi et a obtenu un maîtrise (master 1) en 1976. Puis il a étudié les finances à l'université Cheikh-Anta-Diop de Dakar au Sénégal et a obtenu un Diplôme d'études approfondies . Il a également obtenu un doctorat à l’université d'Orléans en France en 1986 et un doctorat en sciences économiques de l’université Paris-Dauphine en 1991 .

### Carrière
Il commence sa carrière en 1975 à la Banque commerciale du Bénin avant de la poursuivre en 1977 au siège de la Banque centrale des États de l'Afrique de l'Ouest pour laquelle il a occupé divers postes au Sénégal jusqu’à sa nomination en 1992 par le président Nicéphore Soglo comme membre de la cellule macroéconomique et conseiller technique du président de la République aux affaires monétaires et bancaires.
En 1994, il est nommé président de la Banque ouest-africaine de développement (BOAD), une institution financière régionale basée à Lomé, au Togo. Il occupera ce poste jusqu’en 2006. Au cours de ses deux mandats à la tête de la BOAD, Yayi a réussi à réorganiser la direction de la Banque et à attirer de nouveaux actionnaires à travers le monde (Inde, Chine…), ce qui a permis une augmentation des projets de développement dans les 8 États membres que sont le Bénin, le Burkina Faso, la Côte d'Ivoire, la Guinée Bissau, le Mali, le Niger, le Sénégal et le Togo.

### Ministère pastoral
En 2012, il est devenu pasteur dans l’église des Assemblées de Dieu Salem Jéricho de Gbèdjromédé à Cotonou , ,.

### Élection présidentielle de 2006

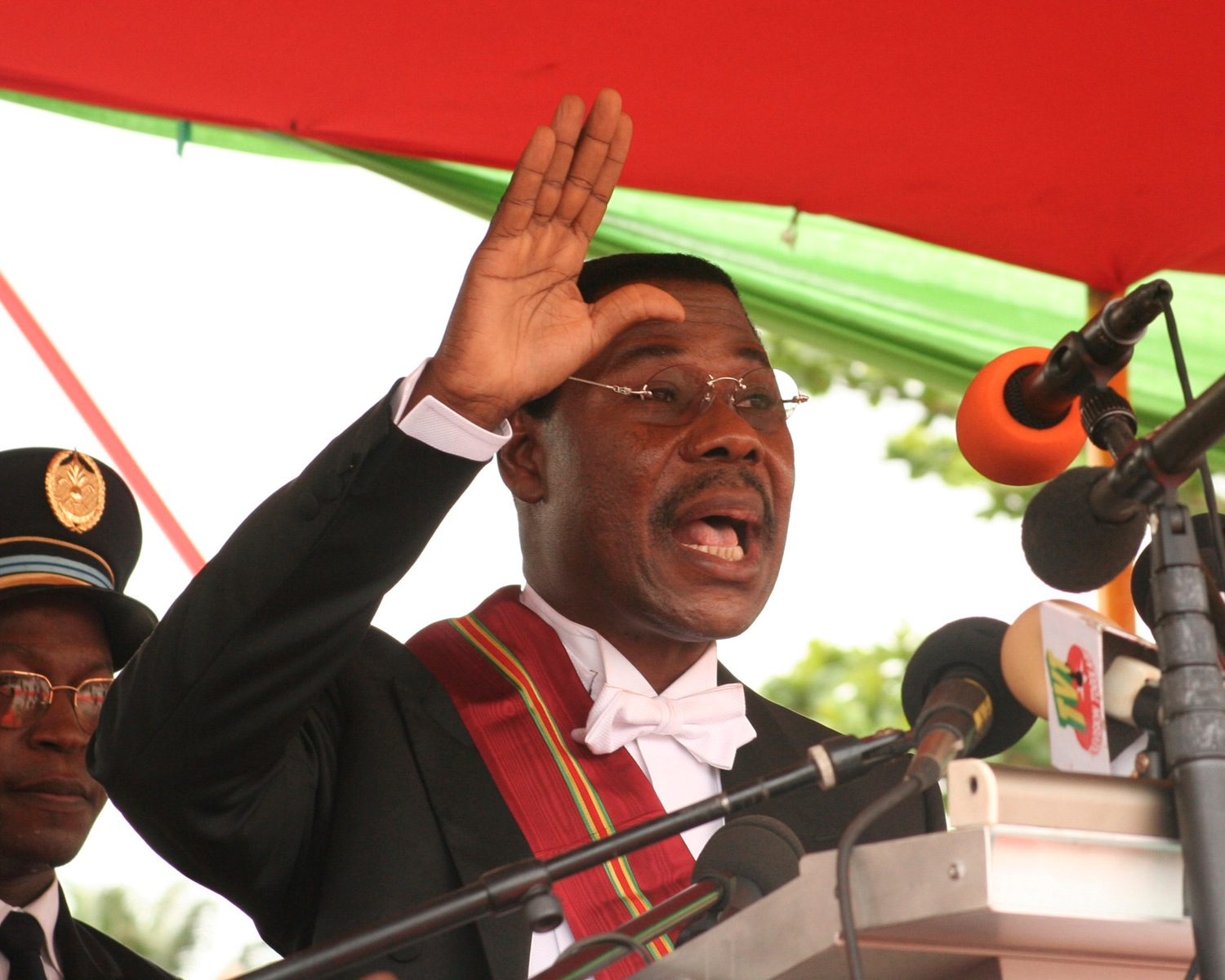
Serment de Yayi en 2006 pour sa prise de fonction.

Thomas Boni Yayi est candidat indépendant à l'élection présidentielle béninoise de 2006, soutenu par une coalition de mouvements et de petits partis politiques. Son slogan est « Ça peut changer ! Ça va changer ! Ça doit changer ! ». Alors président en exercice de la Banque ouest-africaine de développement (BOAD), Boni Yayi se présente en tant que dirigeant du parti Forces Cauris pour un Bénin émergent (FCBE). Inconnu du grand public, il fait partie des 26 candidats au poste de président de la République.
Le 5 mars 2006, il arrive en tête du premier tour avec 35,6 % des voix. Le 19 mars, lors du second tour, il remporte l'élection avec 74,5 % face à Adrien Houngbédji.

### Présidence de la République
Le premier mandat de Boni Yayi à la tête de la présidence béninoise est marqué notamment par les microcrédits accordés aux femmes, la gratuité de la césarienne, la gratuité de la scolarité chez les filles, l'assurance maladie universelle (RAMU) et l'amélioration des infrastructures routières. Néanmoins les inégalités se creusent et les Béninois perçoivent un accroissement de la corruption.
Boni Yayi est président de la Communauté des États sahélo-sahariens (CEN-SAD) de juin 2008 à juin 2009.
En avril 2011, Boni Yayi est réélu à la tête du Bénin avec 53,14 % des voix dès le premier tour face à Adrien Houngbédji, candidat de la coalition de l'Union fait la Nation.
Il est élu président de l'Union africaine de janvier 2012 à janvier 2013, puis choisi comme champion du programme agricole de l'Union africaine / NEPAD et élu président de l'Union économique et monétaire ouest africaine (UEMOA) en octobre 2013. Il a également été élu président du bureau de coordination des pays les moins avancés (PMA) de 2013 à 2015. Au cours de ces diverses fonctions, il s’est engagé dans la résolution de plusieurs foyers de tension et de crises électorale en Côte d’Ivoire (2010), au Mali (2012), en Sierra Leone (2012), au Ghana (2012), en République centrafricaine (2012), au Burkina Faso (2014) et au Burundi (2015).
Lors de la crise au Mali en 2012, il a tiré la sonnette d’alarme en tant que président de l’Union Africaine, en se rendant dans toutes les capitales des pays membres du Conseil de Sécurité au G8 et au G20. Il a lancé un appel à l’OTAN pour qu’elle participe à la coalition internationale qui devait être formée pour aider le Mali à reconquérir le nord du pays. À Paris le Président François Hollande a été réceptif, ce qui a débouché sur l’opération Serval.
En 2013, il échappe à une tentative d'empoisonnement et de coup d'État. Il accorde son pardon en 2014,.

### Après la présidence
En 2016, Yayi est nommé au Conseil d'administration de l’Institut de l'UNESCO pour l'apprentissage tout au long de la vie. Son expérience démocratique est sollicitée à plusieurs reprises par la CEDEAO et l’Union africaine depuis 2016. Il est chef de la mission d'observation électorale de l'Union africaine en Guinée équatoriale en avril 2016 et au Mali en juillet 2018, ainsi que Chef de la mission d'observation de la CEDEAO lors des élections présidentielles au Cap-Vert en octobre 2016 et au Sénégal en mars 2019.
Il est également à la tête de l'alliance Forces Cauris pour un Bénin émergent (FCBE), qu'il a créée. Le 23 juin 2019, après avoir vu sa résidence assiégée par la police pendant deux mois, et devenu opposant de son successeur Patrice Talon, il quitte le pays, dans un contexte de dérive autoritaire et d'exil des autres opposants.
En juillet 2022, Thomas Boni Yayi est nommé médiateur de la CEDEAO avec la Guinée,.
En octobre 2023, Thomas Boni Yayi est nommé président de son parti Les Démocrates à l'issue du premier congrès ordinaire du parti.

### Autres mandats
Membre du Conseil d'administration de l’Institut de l'UNESCO pour l'apprentissage tout au long de la vie depuis 2016.

## Vie privée
Il est marié à Chantal de Souza et père de cinq enfants.
Il est devenu pentecôtiste et est membre des Assemblées de Dieu, en 1994 à Lomé, au Togo,.

## Distinctions
- Grand maître de l'ordre national de la république du Bénin
- Grand-croix de l'ordre national du Bénin (2006)[23],[24]
- Grand-croix de la Légion d'honneur
- Grand-croix de l'ordre national du Tchad[25]
- Grand-croix de l'ordre national du Lion (Sénégal)
- Grand-croix de l'ordre national de Côte d'Ivoire
- Grand-croix de l'ordre national du Burkina Faso
- 2009 : Docteur honoris causa de l'université Gaston-Berger de Saint-Louis du Sénégal[26],[27]
- 2013 : Médaille d’Or de l'université Paris-Dauphine.
- 2024 : Nommé en tant que meilleur artiste Gospel au Bénin Showbiz Awards[28]

## Galerie

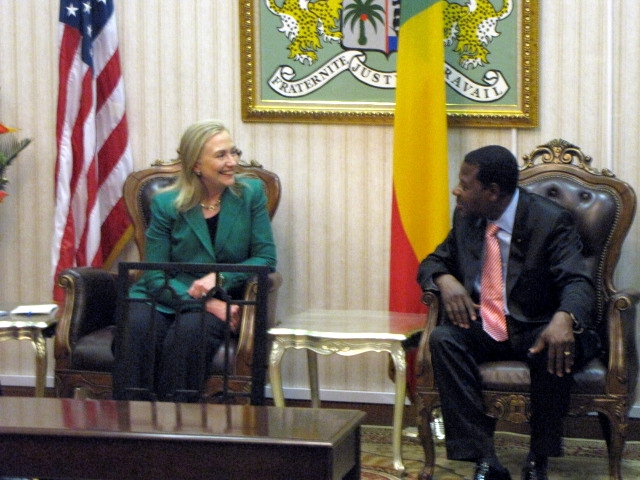
Yayi et Hillary Clinton.
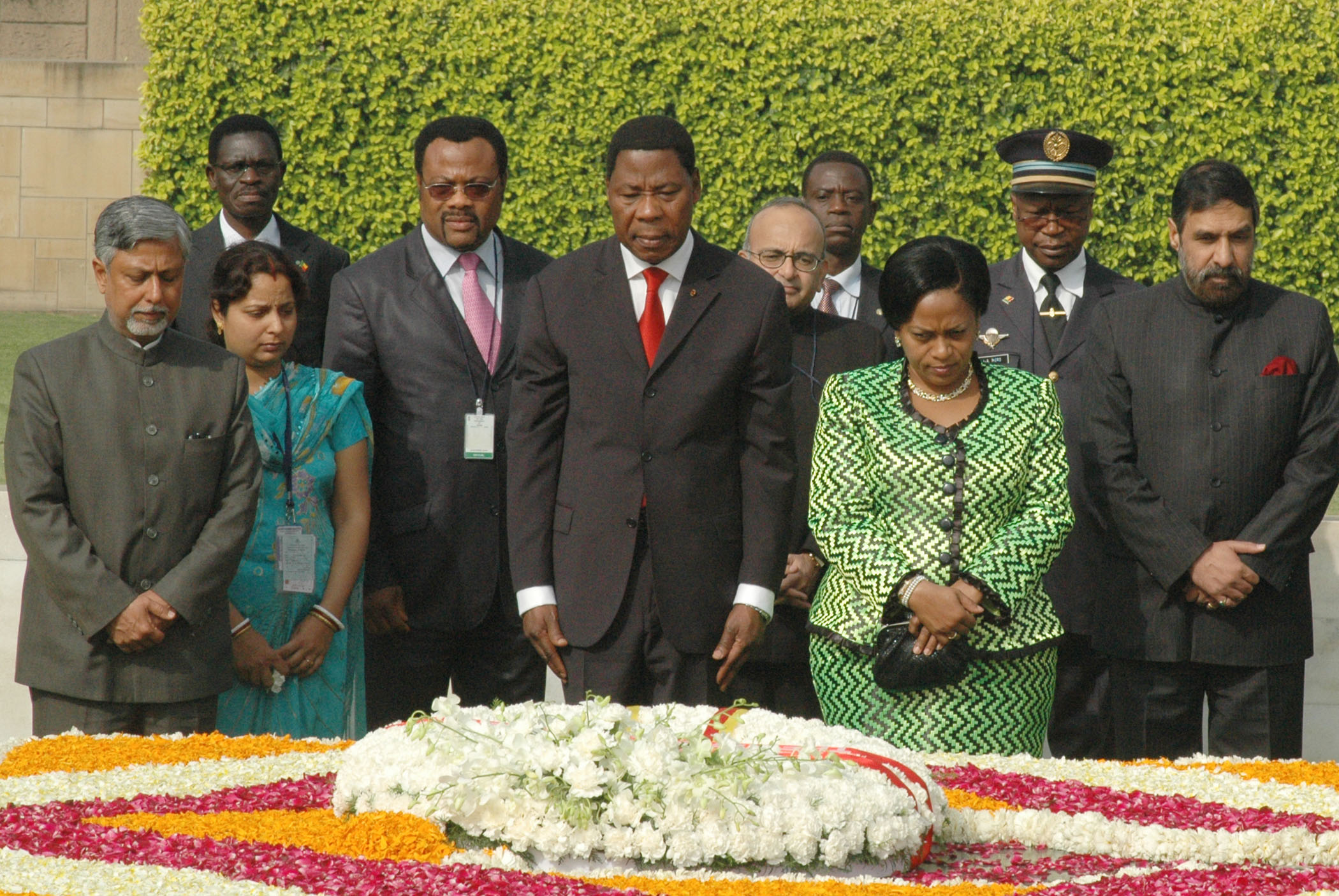
Yayi et son épouse Chantal de Souza-Yayi rendent hommage à Samadhi du Mahatma Gandhi au Raj Ghat, à Delhi.
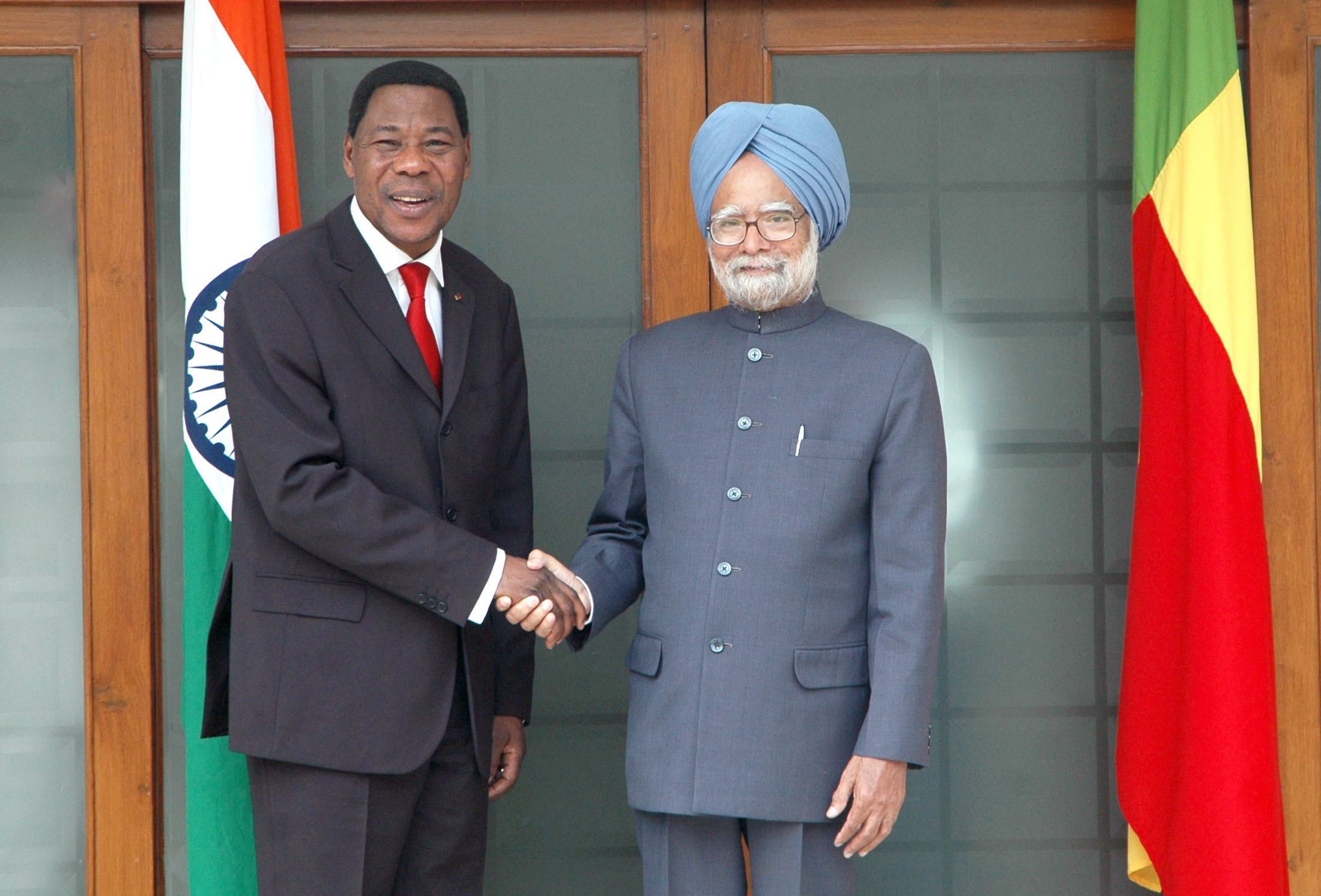
Thomas Boni Yayi et le Premier ministre Manmohan Singh à New Delhi.
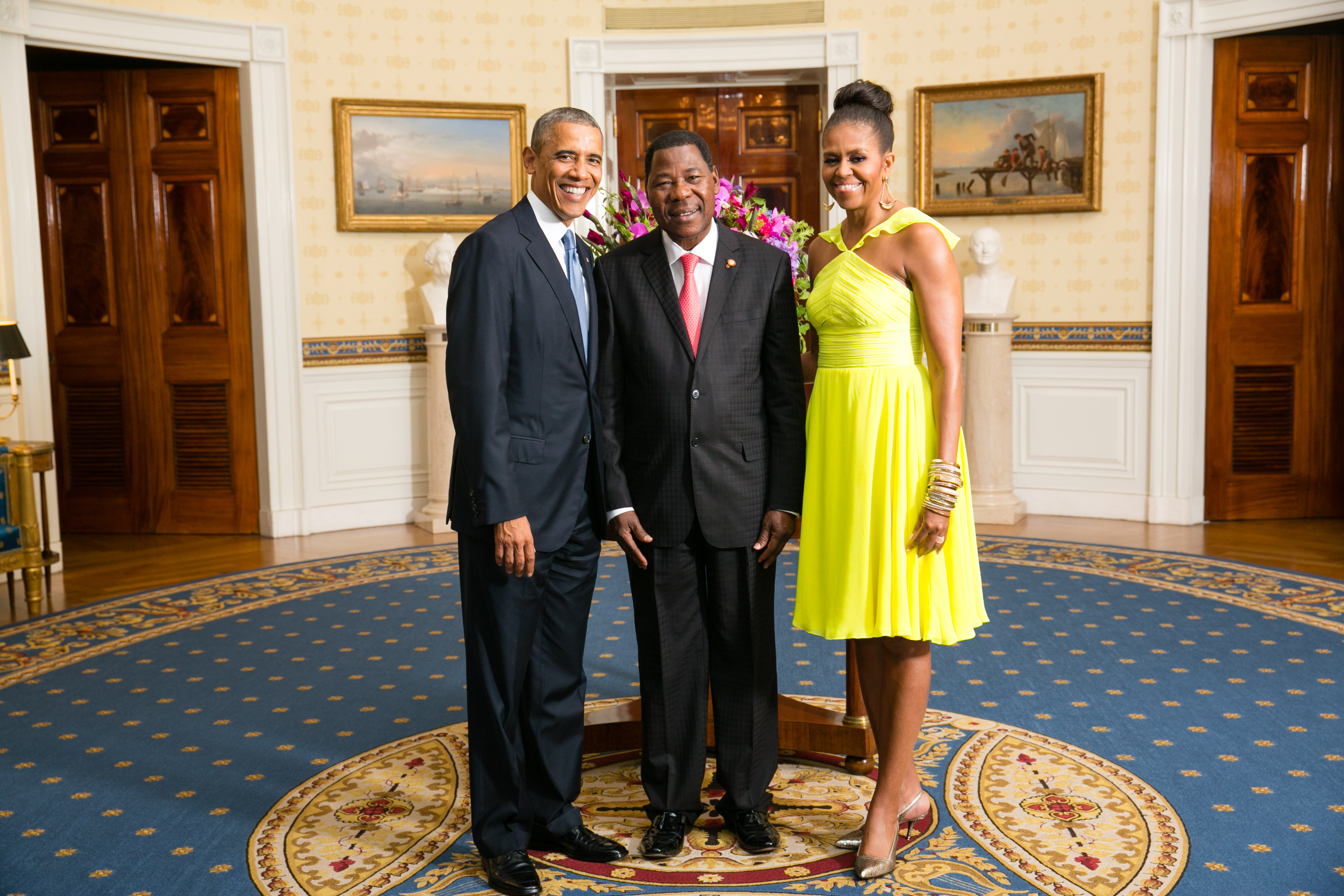
Yayi Boni et le couple Obama.
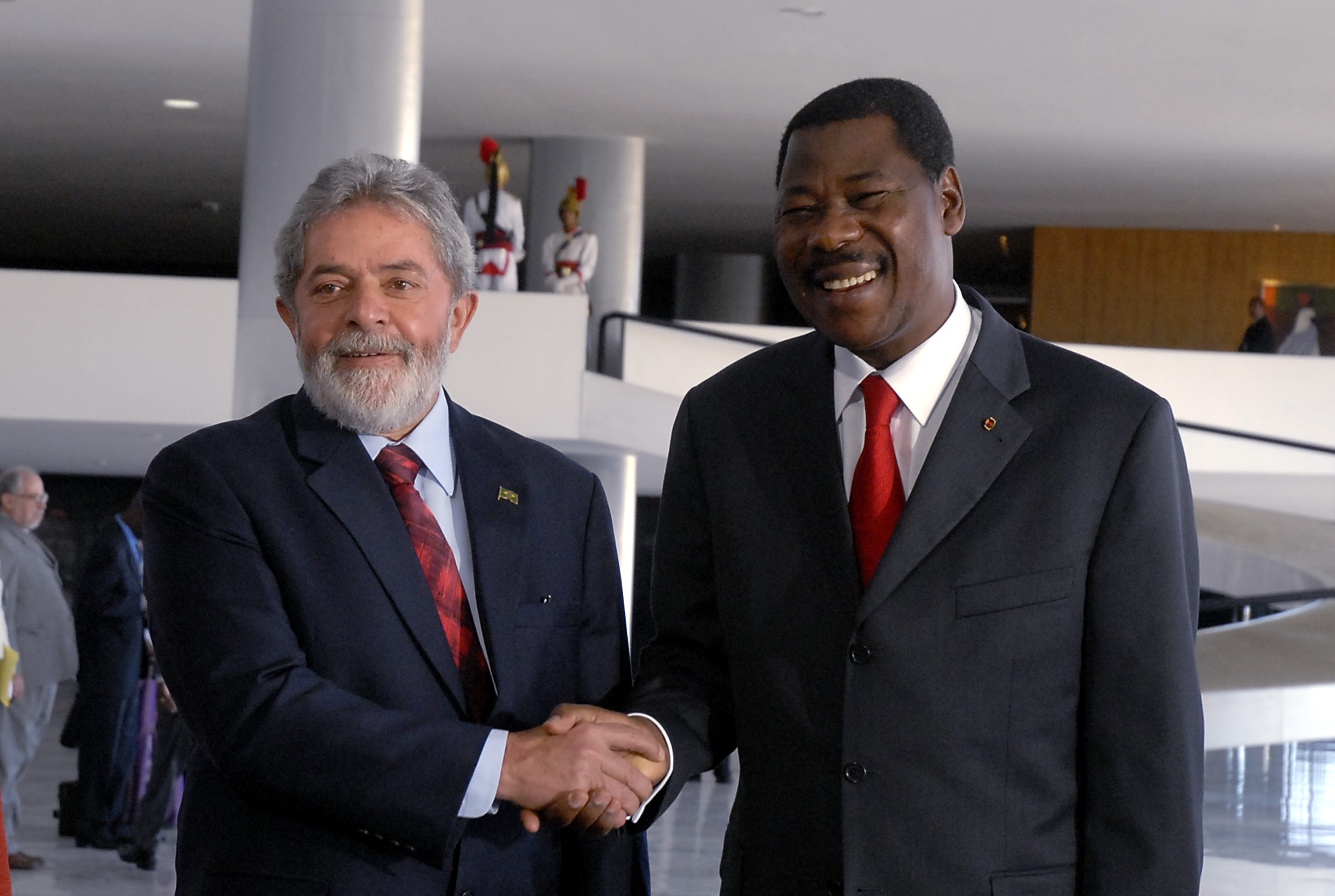
Luiz Inácio Lula da Silva et Yayi.